# Mauritania Airways
Mauritania Airways (N.V.) was een in Mauritanië gevestigde luchtvaartmaatschappij. Het bedrijf werd in december 2006 opgericht ter vervanging van het nationale Air Mauritanie, dat in oktober 2007 failliet ging. Een maand later, op 7 november, werd de eerste vlucht met de nieuwe maatschappij gemaakt. Mauritania Airways is een joint venture tussen Mauritaanse en Tunesische partijen. Tunisair, de nationale luchtvaartmaatschappij van Tunesië, bezat met 51 procent een meerderheid van de aandelen. De Mauritaanse zakenman Mohamed Ould Bouamatou bezat 39 procent en de overheid van Mauritanië tien procent.
In November 2010 werd de maatschappij verbannen uit het Europese luchtruim en op 23 december 2010 werd gestopt met alle vluchten. 